# 長谷川重夫
長谷川 重夫（はせがわ　しげお、1941年〈昭和16年〉1月21日 - ）は、創価学会理事長。東京都出身。1953年（昭和28年）に創価学会に入会。創価学会庶務室長、創価学会事務総長、創価学会副理事長、学校法人創価学園理事長等を経た後、2024年（令和6年）現在は創価学会理事長を務めている。